# 亨利十一世 (羅伊斯-格賴茨)
亨利十一世（德語：Heinrich XI.，1722年3月18日—1800年6月28日），羅伊斯-格賴茨第一任親王，1778年至1800年在位。

## 家庭
1743年，亨利與羅伊斯-科斯特利茨伯爵亨利二十四世的女兒康拉丁娜·艾蕾諾拉（Conradina Eleonora）結婚，兩人共有4子3女：
1. 亨利十三世（1747年—1817年）
2. 弗蕾德里克（1748年—1816年），嫁霍恩洛厄-基希貝格的腓特烈·威廉
3. 亨利十四世（德语：Heinrich XIV. Reuß zu Greiz）（1749年—1799年）
4. 亨利十五世（1751年—1825年）
5. 伊莎貝爾（1752年—1824年）
6. 維多利亞（1756年—1819年）
7. 亨利十七世（1761年—1807年）